# 반레닌주의
반레닌주의(Anti-Leninism)는 블라디미르 레닌에 의해 제시된 레닌주의와 그 파생 사상에 반대하는 것을 의미한다. 이 용어는 일반적으로 볼셰비키에 반대하는 좌파공산주의자나 아나키스트 같은 좌익세력에게 적용된다. 이런 반대의 가장 공통된 이유는 레닌의 전위당론에 대한 비판에서 시작되었다. 레닌은 이런 입장의 좌익 반대세력을 비판하기 위해 공산주의에서의 좌익소아병이라는 글을 썼다.

## 초기 반대

### 마르크스주의자들의 반대
레닌과 레닌주의에 대한 반대는 볼셰비키와 멘셰비키의 분열로까지 거슬러 올라갈 수 있다. 레닌주의와 볼셰비즘에 대한 멘셰비키의 반대는 본질적으로 레닌의 권위주의적 특징과 맑스주의적 국가 체제를 건설하기 위한 방법론에 관한 것이였다. 그런 비판은 10월 혁명이후 사형제가 부활하자 고조되었다. 러시아 공산주의 맥락에서 반레닌주의는 1917-1924년 사이 레닌이 국가 지도자의 위치에서 제거되길 원하는 사람들의 입장에서도 살펴볼 수 있다. 온건파들이 보기에 전시공산주의는 너무 극단적이였으며, 강경파들은 신경제정책을 자본주의에 대한 항복으로 인식했다.
에두아르트 베른슈타인과 로자 룩셈부르크는 레닌의 혁명 개념은 본질적으로 엘리트주의적이고 블랑퀴스트적이라고 비판했다., 그의 "Organizational Questions of Russian Social Democracy(이후 "Leninism or Marxism?"라는 제목으로 출간)"라는 글의 블랑퀴주의에 대한 부분에서 룩셈부르크는 다음과 같이 언급한다. “레닌에게 있어서 사회 민주주의와 블랑퀴주의의 차이는 소수의 음모세력 대신에 우리는 계급의식을 가진 프롤레타리아가 있다는 관측으로 축소되었다. 그는 이 차이가 조직에 대한 우리의 생각을 완전히 수정한다는 사실을 망각했으며, 중앙집권주의와 당과 투쟁 사이에 대한 전적으로 다른 개념이 형성되었다. 블랑퀴주의는 노동계급의 직접행동을 지향하지 않는다. 그렇기에 이것은 혁명을 위해 사람들을 조직할 필요가 없다. 사람들은 혁명의 순간에만 그들의 역할을 해야했다. 혁명의 준비는 오직 소수의 혁명가들이 쿠데타를 시도하는 것에 관한 것이였다. 물론 혁명 음모의 성공을 위해서는 대중과 음모세력 사이에 거리를 두는 것이 현명하다고 생각했다.”
좌파공산주의라는 소아병은 볼셰비키에 대한 좌파의 비판을 공격하기 위해 작성된 레닌의 글이다. 그러한 비평가들의 대부분은 이후 좌파공산주의라고 묘사될 이데올로기의 지지자들이였다. 좌파공산주의는 코민테른의 첫 번째와 두 번째 총회에서의 레닌의 관점보다 더욱 확실하게 정통적 마르크스주의적이고 프롤레타리아적인 입장에서 볼셰비키의 정치 사상을 비판했다. 좌파공산주의를 지지하는 여러 조직의 분석에 따르면 소련은 국가자본주의였다. 1918년 러시아 공산주의 좌파의 주요 경향은 권위주의적 자본주의 관계와 생산 방법의 재도입을 비판했다. 오신스키(Osinsky)는 “일인 관리”(레닌이 제거해버린 노동자들의 민주적 공장 위원회 대신에)와 다른 자본주의적 징계의 부과는 생산 조직에 대한 노동자들의 적극적인 참여를 저해할 것이라고 주장했다. 테일러주의는 노동자들을 기계의 부속장치로 만들어 버렸고 생산에 대한 집단 보상이 아닌 개인적 보상은 노동자들에게 쁘띠 부르주아적 가치를 주입시켰다. 이러한 조치들은 프롤레타리아가 생산의 집단적 주체로부터 원자화된 자본의 대상으로 되돌아 가는 것이였다. 좌파 공산주의자들은 노동계급은 의식적으로 경제와 정치 참여해야 한다고 주장했다. 1918년 좌파 공산주의의 이 경향은 자본주의 생산의 문제는 노동자들을 대상으로 취급하는 것이라고 지적했다. 노동자들의 의식적인 창조행위와 참여를 통해 이를 극복하는 것은 마르크스의 소외에 대한 비판과 관련된 것이였다. 신경제정책이 도입된 이후 이러한 비판은 러시아 공산당 좌파에서 부활했다. 노동자 반대파(Workers' Opposition)와 Decists(모두 이후에 금지된 정당이된다.) 많은 당원들과 지하의 좌파 공산주의 조직들은 러시아는 새로운 관료 계급의 지배를 받는 국가자본주의 사회가 되어 가고 있다는 이론을 개발하기 시작했다. 이런 생각의 가장 발전된 형태는 미스니코프(Myasnikov)의 1931년의 책자에 나타난다.

### 비마르크스주의자들의 반대

#### 사회혁명당

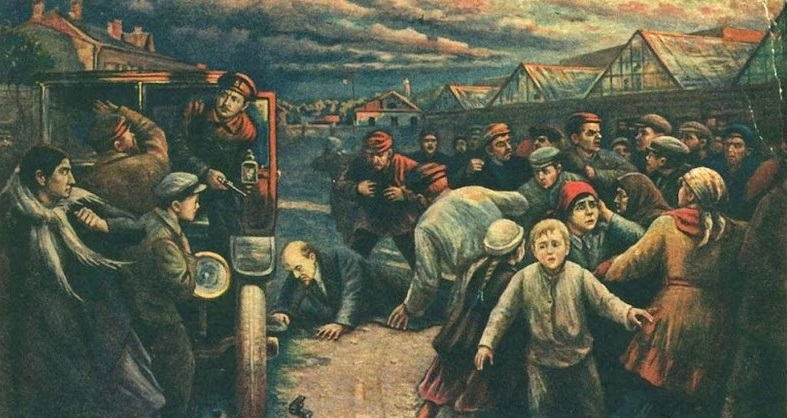
레닌 암살시도를 묘사한 그림

볼셰비키가 권력을 장악하고 2주 뒤에 치러진 선거에서 사회혁명당은 40%를 득표해서 25%를 득표한 볼셰비키를 선거에서 이기게 된다. 1918년 1월 볼셰비키는 의회를 해산했고 대부분의 사회혁명당원은 레닌에게 반대하게 된다. 볼셰비키 정부에 의해 브레스트-리토프스크 조약이 서명된 이후 사회혁명당 좌파는 정부를 떠난다. 그들은 7월 6일 볼셰비키 정부에 대한 실패한 반란을 일으켰다. 8월 30일, 사회혁명당원 파니 카플란은 레닌에 대한 암살을 시도했다.

#### 아나키스트의 반레닌주의
반대는 러시아 아나키스트 운동에서도 존재했다. 이것은 아나키즘과 맑스주의 사이의 초기 분열로 거슬러 올라갈 수 있지만, 레닌이 국가를 해체할 의도가 없다는 것이 명백해지자 격렬해졌다. 표트르 크로폿킨의 장례식은 반대 없이 거행되었지만, 아나키스트의 반레닌주의 운동은 크게 억압되었다.
마흐노는 다음과 같이 언급하기도 했다. "볼셰비키를 포함한 모든 종파의 국가사회주의자들은 부르주아 통치의 근본 구조를 내버려 둔 채로 이를 그들 자신의 이름으로 바꿔쓰고 있다. 그렇게 그들은 모든 모순과 함께 주인과 노예의 관계를 되살리려 하고 있다...... 부르주아 정부는 교수대에 혁명가들을 매달았지만, 사회주의자나 볼셰비키 공산주의 정부는 슬금슬금 다가가서 잠자고 있는 혁명가들의 목을 조르거나 속임수로서 그들을 죽인다. 이 둘 모두 타락한 행위이지만, 사회주의자들은 그 방법에 있어서 더욱 타락했다...... 정부 권력은 결코 노동자들이 자유의 길을 걷도록 내버려 두지 않을 것이다. 이것은 타인을 지배하고자 하는 게으른 사람들의 도구일 뿐이며, 권력이 부르주아, 사회주의자, 볼셰비키를 비롯하여 누구에게 있는지는 중요하지 않다. 모든 정부는 그들의 송곳니를 숨긴 채로 자유와 삶을 갈망하는 어떤 사람이라도 찢어발기려 할 것이며, 그런 송곳니를 숨기지 않은 정부란 존재하지 않는다."
반레닌주의는 아나키스트 운동에서 표준적인 주장이된다. 예를 들어서, 저명한 아나키스트인 엠마 골드만은 "러시아에는 공산주의가 없다(There Is No Communism in Russia)"라는 글에서 다음과 같이 언급한다. “그러한 조건은 아마도 국가자본주의라 불릴 수 있을 것이며, 이를 이떤 면에서든 공산주의적이라고 부르는 것은 터무니 없는 일이다...... 이제 분명히하자 소비에트 러시아는 정치적으로는 절대적인 독재국이며, 경제적으로는 국가자본주의의 추잡한 형태에 불과하다.”

## 1924년 이후의 반대

### 마르크스주의자들의 반대
1924년 이전의 비판은 레닌이라는 개인에 대한 반대가 중심이었지만, 1924년 이후에는 레닌주의에 대한 반대로 초점이 맞춰졌다. 그러한 비판은 공산주의의 이상이 러시아 혁명 이후 국가자본주의를 수립함으로 배반당했다고 믿는 맑스주의자들로부터 비롯되었다.

### 아나키스트의 반대
머레이 북친은 맑스주의에 대하여 다음과 같이 언급한다. “마르크스주의는 사실 이데올로기가 되었다. 그것은 특히 러시아에서 국가자본주의 운동의 가장 진보된 형태로서 동화되었다. 역사의 엄청난 아이러니로 인하여, 마르크스의 사회주의는 마르크스가 자본주의의 변증법에서 예상하지 못했던 국가자본주의라고 판명되었다. 프롤레타리아는 자본주의의 뱃속에서 혁명적 계급으로 발전하는 대신에, 부르주아 사회의 육체의 장기가 되었다…… 레닌은 이것을 감지 했고 “사회주의”를 “단지 전 인민에게 혜택을 주기 위한 국가 자본의 독점”이라고 묘사했다. 이것은 그 말이 지닌 모순을 생각한다면 매우 괴상한 진술이다.”
An Anarchist FAQ의 저자들은 레닌주의에 대하여 다음과 같이 언급한다. “혁명을 성취하기 위한 효과적이고 효율적인 수단을 제시하는 대신, 레닌주의 모델은 엘리트주의적이고 계층적이며 사회주의 사회를 성취하는데 매우 비효율적이다. 기껏해야, 이들 정당은 대중적 구조와 조직 내에서 그들의 조직 원칙과 조작적인 전술로서 활동가들을 소외시킴으로써 계급투쟁을 방해할 것이다. 최악의 경우 그러한 정당들은 권력을 장악해서 새로운 계급 사회(국가자본주의)를 만들어 낼것이고, 노동계급은 그들의 새로운 보스들에게 억압받게 될것이다.(당의 위계질서와 권력을 임명받은 사람들에게서)”

## 같이 보기
- 아나키즘
- 반스탈린주의
- 반권위주의
- 자유지상주의적 사회주의